# Olentzero

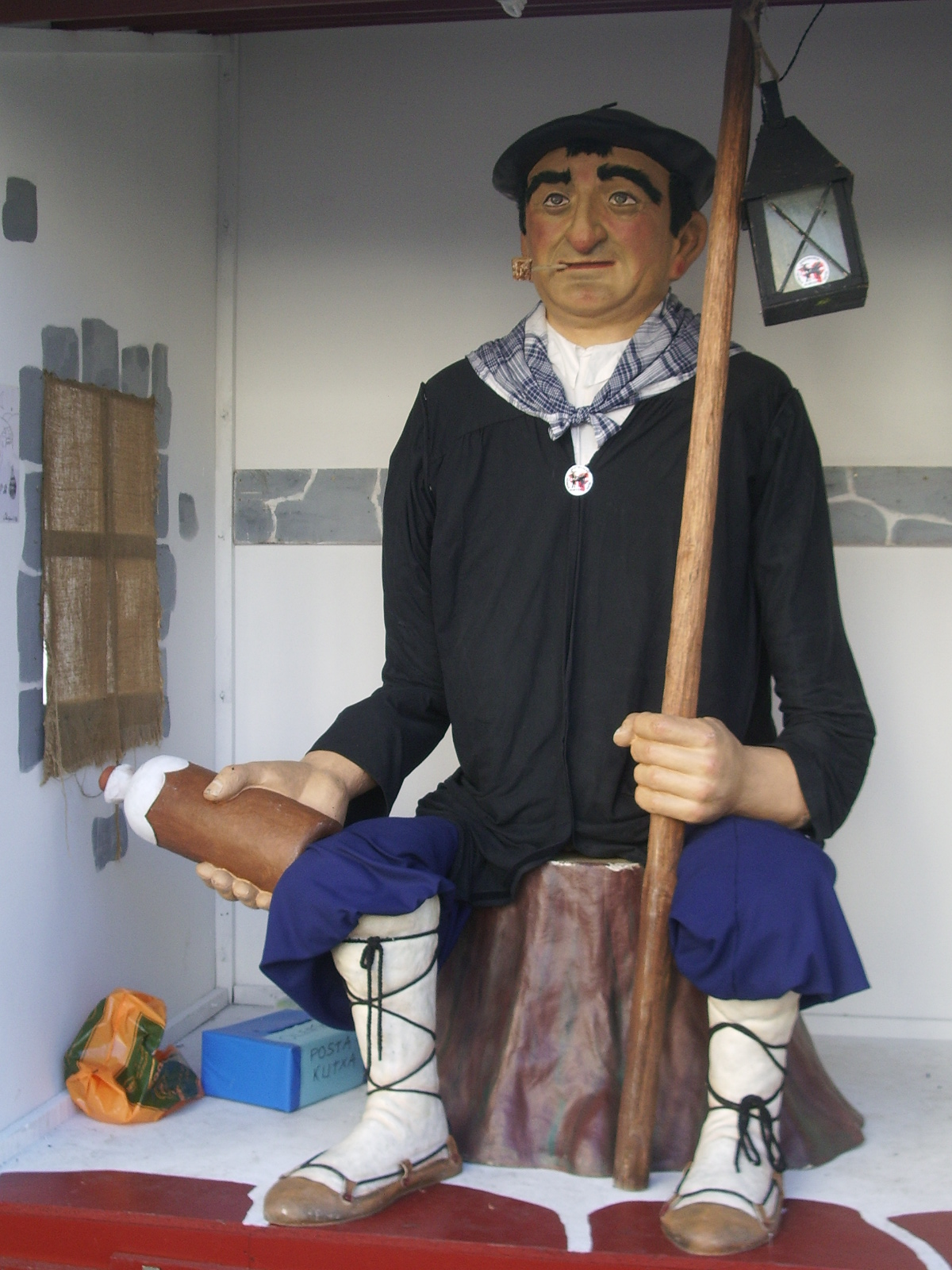
Olentzero a Hendaye/Hendaia (Francia)

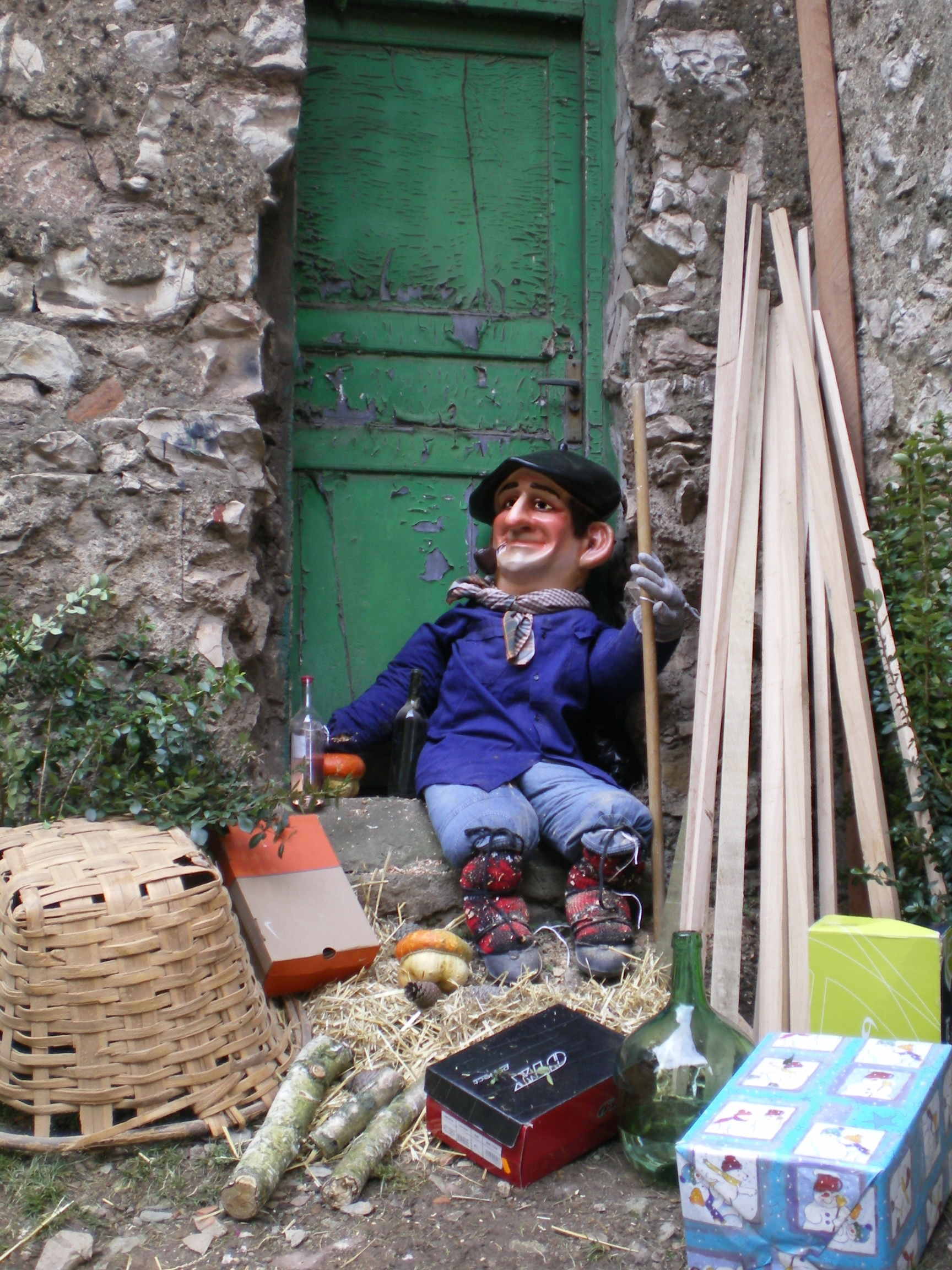
Raffigurazione di Olentzero a Lezo (Gipuzkoa)

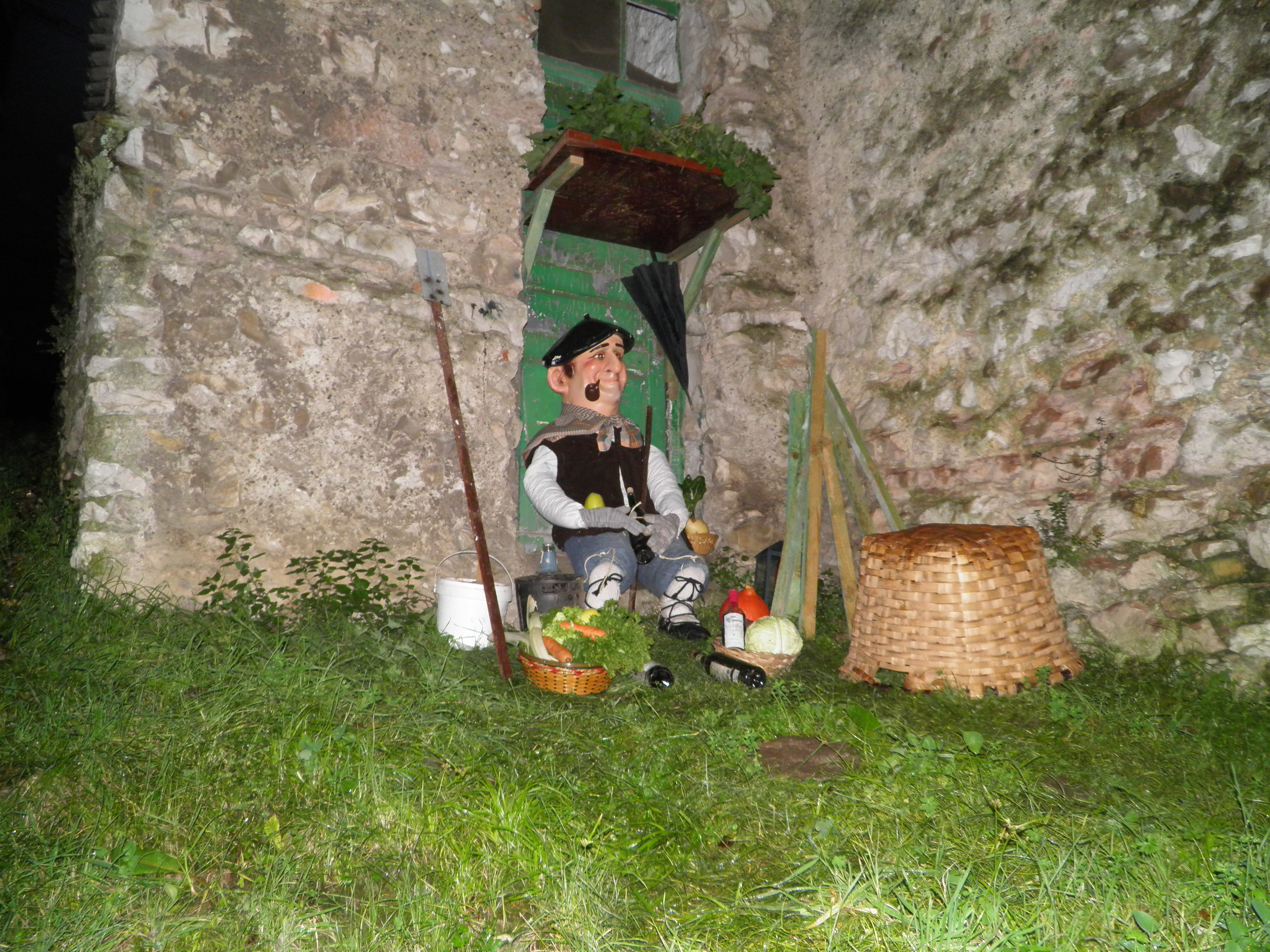
Altra raffigurazione di Olentzero a Lezo

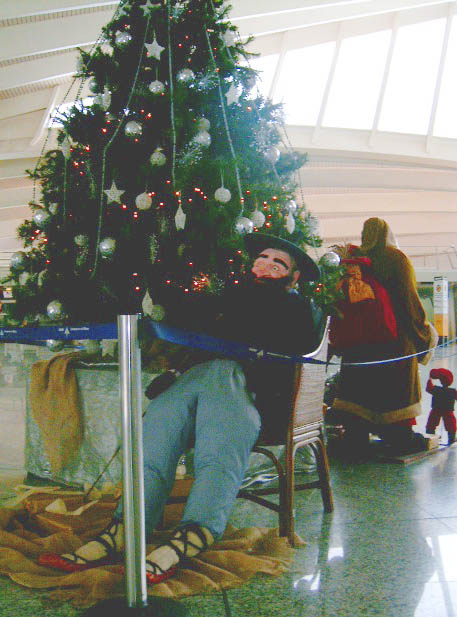
Raffigurazione di Olentzero nell'Aeroporto di Bilbao

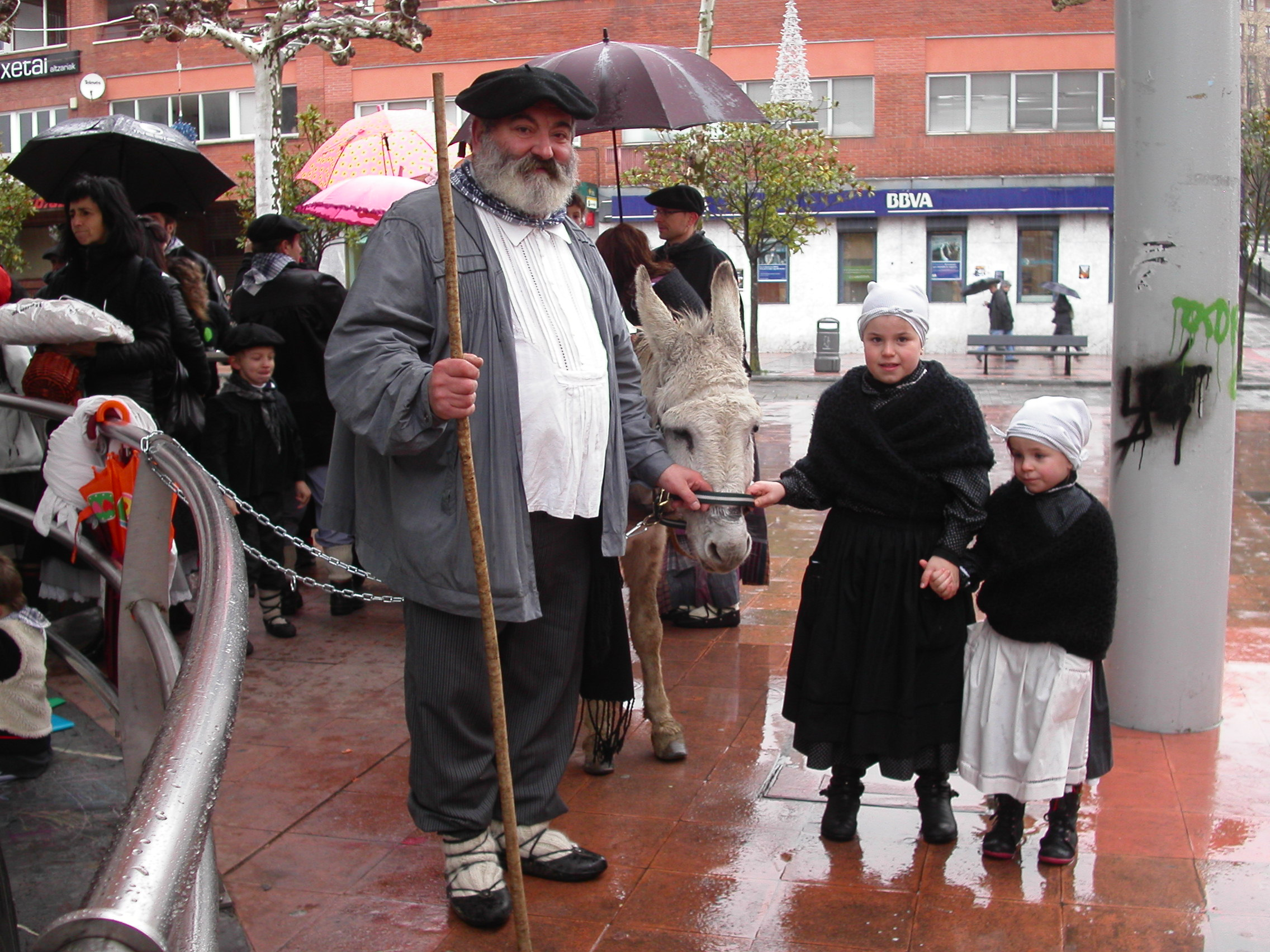
Persona camuffata da Olentzero a Beasain (Gipuzkoa)

L'Olentzero è una figura del folklore basco, popolare portatore di doni durante il periodo natalizio: è rappresentato come un carbonaio che, la notte della Vigilia di Natale (normalmente), scende dalle montagne per annunciare la nascita di Gesù (chiamato nelle leggende basche Kixmi).
La tradizione – che ha forse avuto origine nella zona intorno a Lesaka (Navarra) – è radicata nelle montagne della Navarra e della Gipuzkoa e si è diffusa relativamente di recente anche nel resto del territorio basco.

## Il personaggio
Il carbonaio Olentzero viene descritto come un uomo grasso, sporco di carbone, ubriacone e di buona forchetta e rappresentato con una pipa in bocca, un fucile in spalla e un bouquet di fiori in mano.

Lo scrittore e compositore José Gonzalo Zulaika, noto come Aita Donostia (lett. “Padre/Papà Donostia”, 1886-1956), lo descrisse come buruhandia, entendimendu gabea, vale a dire “testone senza intelligenza”.

Alcune persone lo descrivono come una creatura mostruosa con 365 o 366 occhi (uno in più dei giorni dell'anno).

## Leggende
Alcune leggende fanno risalire la figura di Olentzero agli jentilak, che nel folklore basco sono dei giganti che abitano i Pirenei.

Altre leggende raccontano di un neonato abbandonato nei boschi e poi ritrovato da una fata, che gli diede il nome di Olentzero e poi lo fece adottare da un'anziana coppia senza figli che viveva nella foresta. Una volta cresciuto, Olentzero avrebbe continuato a vivere nei boschi, dove si sarebbe dedicato all'estrazione del carbone vegetale.

## Etimologia
Sull'origine del nome Olentzero, vi sono diverse teorie:
la teoria più accettata lo fa derivare da onentzero (Onentzat aro o Onentzako aro), che in lingua basca significa “tempo dei buoni”.

Questa parola viene attestata per la prima volta nel XVI secolo da Lope de Isasi, che dice: A la noche de Navidad (llamamos) onenzaro, la sazón de los buenos, vale a dire “Chiamiamo la Vigilia di Natale onenzaro, la ‘stagione dei buoni’”.

Altre teorie:
- Una teoria lo fa derivare da olen, una metatesi del francese noël (= “Natale”).
- Per lo studioso Julio Caro Baroja deriverebbe dal basco oles-aro, ovvero “il periodo della questua”.

## Tradizioni
La tradizione più diffusa legata alla figura di Olentzero è quella di portare in processione una sua effigie, processione accompagnata normalmente da canti natalizi e dal suono del txistu, il tipico strumento a fiato basco.

## Canzoni su Olentzero (Olentzero kantak)
La tradizione di Olentzero ha ispirato una serie di canzoni natalizie sulla sua figura chiamate, in lingua basca, Olentzero kantak). Tra queste ricordiamo: Olentzero e Olentzero buru handia (“Il testone di Olentzero”).

Le prime due strofe del brano Olentzero recitano così:

### Olentzero
mendira lanera,

intentzioarekin

ikatz egitera.

Aditu duenean

Jesus jaio dela

lasterka etorri da

berri ematera.
Horra horra

gure Olentzero

pipa hortzetan dula

eserita dago.

Kapoiak ere ba'itu

arraultzatxoekin

bihar meriendatzeko

botila ardoakin.

[...]»

a lavorare in montagna

con l'intenzione

di fabbricare del carbone.

Quando udì

che era nato Gesù ,

venne di corsa

per portare la notizia
Ecco, ecco

il nostro Olentzero,

con la pipa tra i denti

sta seduto.

Egli ha anche dei capponi

con delle uova

per festeggiare domani

con una bottiglia di vino ”

[...]»

## Olentzero nel cinema e nelle fiction
La figura di Olentzero non ha ispirato soltanto canzoni, ma anche alcuni film. Tra questi ricordiamo:
- Olentzero, un cuento de Navidad, film del 2002, diretto dal regista Juan José Elordi
- Olentzero y el tronco mágico (Titolo italiano: Il segreto del bosco), film d'animazione del 2005 dello stesso regista
- È apparso in qualche puntata de Il segreto, nelle sembianze di Antón (o almeno, così credeva Quintina)